# Andrei Walerjewitsch Rytschagow (Eishockeyspieler)
Andrei Walerjewitsch Rytschagow (russisch Андрей Валерьевич Рычагов; * 25. August 1982 in Kuibyschew, Russische SFSR) ist ein russischer Eishockeyspieler, der seit 2014 bei SKA-Newa Sankt Petersburg in der Wysschaja Hockey-Liga unter Vertrag steht.      

## Karriere
Andrei Rytschagow begann seine Karriere als Eishockeyspieler in der Nachwuchsabteilung des SKA Sankt Petersburg, für dessen Profimannschaft er von 2000 bis 2003 in der russischen Superliga aktiv war. Parallel stand er bereits seit 1999 für die zweite Mannschaft des Vereins in der drittklassigen Perwaja Liga auf dem Eis. Nachdem er bereits in der Saison 2002/03 für den HK Spartak Sankt Petersburg in der Wysschaja Liga, der zweiten russischen Spielklasse, aufgelaufen war, verbrachte er die folgende Spielzeit komplett beim HK Spartak. In der Saison 2004/05 lief er für den HK MWD Twer in der Wysschaja Liga auf sowie parallel in acht Spielen für dessen Ligarivalen HK Lipezk. Mit dem HK MWD stieg er als Zweitligameister in die Superliga auf, in der er mit der Mannschaft in der Saison 2005/06 spielte. 
In der Saison 2006/07 trat Rytschagow für den Zweitligisten Chimik Woskressensk an. In der folgenden Spielzeit lief er erneut für den HK MWD in der Superliga auf, der in der Zwischenzeit nach Balaschicha umgesiedelt worden war. Für die Saison 2008/09 kehrte er zum SKA Sankt Petersburg aus der neu gegründeten Kontinentalen Hockey-Liga zurück. Für diesen bereitete er in 19 Spielen ein Tor vor. In der Saison 2009/10 kehrte er in die Wysschaja Liga zurück und stieg mit dem HK Jugra Chanty-Mansijsk als Zweitligameister auf Anhieb in die KHL auf. Er selbst musste den Verein jedoch verlassen und stand in der Saison 2010/11 für Kristall Saratow in der neuen zweiten russischen Spielklasse, der Wysschaja Hockey-Liga, auf dem Eis. 
Zur Saison 2011/12 wurde Rytschagow vom KHL-Teilnehmer Awtomobilist Jekaterinburg verpflichtet.

## Erfolge und Auszeichnungen
- 2005 Meister der Wysschaja Liga und Aufstieg in die Superliga mit dem HK MWD Twer
- 2010 Meister der Wysschaja Liga und Aufstieg in die KHL mit dem HK Jugra Chanty-Mansijsk

## KHL-Statistik
(Stand: Ende der Saison 2016/17)